# ویمبوتشام
ویمبوتشام (به انگلیسی: Wimbotsham) یک روستا و محله مدنی در بریتانیا است که در King's Lynn and West Norfolk واقع شده‌است. ویمبوتشام ۶٫۰۴ کیلومتر مربع مساحت و ۶۶۴ نفر جمعیت دارد.